# Vasilij Grigor'evič Lazarev
Vasilij Grigor'evič Lazarev in russo Васи́лий Григо́рьевич Ла́зарев? (Porošino, 23 febbraio 1928 – Mosca, 31 dicembre 1990) è stato un cosmonauta sovietico. Nato nel Territorio dell'Altaj in Russia, era laureato in medicina e colonnello dell'Aeronautica Militare Sovietica. Era sposato con un figlio.
È stato per la prima volta nello spazio nel 1973 come comandante della Sojuz 12. Venne lanciato una seconda volta nello spazio a bordo della Sojuz 18-1, ma a causa di un malfunzionamento del razzo vettore il sistema di sicurezza automatico staccò la navicella Sojuz dal razzo e il modulo di rientro fece un atterraggio di emergenza, in cui Lazarev riportò danni fisici. Lazarev e il suo collega Oleg Makarov dovettero appellarsi a Leonid Brežnev per avere la paga relativa al volo spaziale fallito. Lazarev rimase comunque nel programma spaziale fino all'inizio del 1981, ma non effettuò altri voli. Dopo il ritiro dal corpo dei cosmonauti continuò a lavorare come impiegato civile al Centro di addestramento cosmonauti Jurij Gagarin (TsPK). Lazarev morì a Mosca nel 1990 all'età di 62 anni.